# Ялмата
Ялмата́ (калм. Ялмта; также Альмата) — река в Волгоградской области и Калмыкии. Длина — 44,6 км, площадь водосбора — 373 км² (по данным государственного водного реестра — 37 и 338 соответственно). Протекает по территории Октябрьского района Волгоградской области и Малодербетовского района Республики Еалмыкия.
Относится к Западно-Каспийскому бассейновому округу

## Физико-географическая характеристика
Река берёт начало в пределах Ергенинской возвышенности, в балке Ялмата. От истока и до устья безымянной реки в Средней балке основное направление течения — с северо-запада на юго-восток, ниже — с запада на восток. Согласно государственному водному реестру река Ялмата впадает в озеро Барманцак, в реку впадает озеро Унгун-Тёрячи. Согласно топографической карте Европейской части России 2000 года река Ялмата в озеро Барманцак не впадает, теряется в степи, не достигая озера Унгун-Тёрячи.
Тип водного режима характеризуется по питанию как почти исключительно снеговое, по распределению стока по сезонам — почти исключительно весна. Вследствие значительного испарения основная роль в формировании стока принадлежит осадкам, выпадающим в холодную часть года. Роль дождевого питания невелика. Среднегодовой расход воды — 0,37 м³/с. Объём годового стока — 11,75 млн м³.
На реке имеется водохранилище ёмкостью 4,3 млн м³.
По степени минерализации вода реки оценивается как пресная. Минерализация воды — 1,0 г/л, мутность — 17 мг/л. Забор воды из реки не осуществляется. Воды реки пригодны для хозяйственно-питьевого (с очисткой), бытового и рекреационного использования.